# Tolpiodes brunnescens
Tolpiodes brunnescens är en fjärilsart som beskrevs av Rothschild 1916. Tolpiodes brunnescens ingår i släktet Tolpiodes och familjen nattflyn. Inga underarter finns listade i Catalogue of Life.